# Палатинская библиотека
Палатинская библиотека (лат. Bibliotheca Palatina, «Пфальцская библиотека») в Гейдельберге была одной из важнейших библиотек эпохи Возрождения в Германии, насчитывая около 5000 печатных книг и 3524 манускрипта.
В 1430-х годах курфюрст Людвиг III основал коллегиатскую библиотеку в соборе Святого Духа в Гейдельберге, так как в нём было достаточно светло для чтения. Это собрание стало ядром Палатинской коллекции, основанной курфюрстом Отто Генрихом в 1550-х, который объединил Монастырскую библиотеку с собраниями университетской библиотеки города и библиотекой своего замка. Ценнейшие манускрипты Палатинской библиотеки включали Золотой кодекс из Лорша эпохи Карла Великого, Соколиную книгу (нем. Falkenbuch, De arte venandi cum avibus, cpl 1071), написанную Фридрихом II, и Манесский кодекс (cpg 848).
Затем коллекция была расширена путём приобретения собрания Ульриха Фуггера (ум. 1584), которое включало, в частности, иллюстрированное Саксонское зерцало (cpg 164). Иосиф Скалигер считал эту Фуггеровскую библиотеку, одни только манускрипты которой оценивались в 80 000 крон, превосходящей папскую. С таким количеством ценных манускриптов Палатинская библиотека являлась библиотекой национального значения, называясь во времена своего расцвета, после приобретений XVI века, «матерью всех библиотек».
Курпфальц сильно пострадал в годы Тридцатилетней войны, в 1622 году Гейдельберг был разорён Католической лигой, предводитель которой, граф Тилли, находился на службе курфюрста Баварии Максимилиана I. Хотя многие книги были повреждены или расхищены во время разграбления города, Максимилиан счёл благоразумным конфисковать оставшиеся рукописи и преподнести их папе Григорию XV «в знак преданности и уважения». Книги, в том числе личные книги последнего хранителя библиотеки Яна Грутера, были переправлены через Альпы в Рим на 200 мулах под надзором схоласта Аллатиуса.
С 1623 года библиотека полностью была включена в Ватиканскую библиотеку, при этом в каждом томе был сохранён лист с гербом Виттельсбахов.
По Толентинскому договору (1797), папа передал 37 манускриптов Французской республике, которые затем хранились в парижской Национальной библиотеке. После Венского конгресса, провозгласившего «полное возвращение предметов искусства, украденных Францией у других стран», спорные рукописи были переданы в Гейдельберг, а не Рим.
В 1816 году князья Гарденберг и Игнац фон Вессенберг убедили папу Пия VII подарить 852 манускрипта (преимущественно на немецком языке, т. н. Codex Palatinus Germanicus) Гейдельбергскому университету. Во время празднования 600-летнего юбилея университета в 1986 году некоторые другие книги из собрания Палатинской библиотеки были выставлены в соборе Святого Духа.
Рукописи Палатинской библиотеки были полностью оцифрованы в 2009 году и доступны через Интернет. Книги, находящиеся в Германии, доступны с 1996 года в форме микрофиш.